# Lenguas arawak del Purús
Las lenguas arawak del Purús (también llamadas lenguas piro o lenguas arawak suroccidentales) son un grupo de lenguas arawak de la Amazonia peruana y brasileña y tangencialmente algunas se hablan también en el norte de Bolivia. Deben su nombre a la cuenca del río Purús.

## Clasificación
Kaufman (1994) incluye las siguientes lenguas dentro de este grupo:
- Piro (Yine, Machinere)
- Iñapari
- Kanamaré (†)
- Apurinã
- Mashco Piro (Cujareño).

Kaufman habría considerado al último un dialecto del piro-yine; aunque Aikhenvald argumenta que se trataría más bien de un dialecto del iñapari.

## Comparación léxica
Los numerales del 1 al 10 en diferentes lenguas arawak del Purús son:
| GLOSA | Apurinã        | Iñapari       | Kanamaré  | Yine          | PROTO- PURÚS             |
| ----- | -------------- | ------------- | --------- | ------------- | ------------------------ |
| '1'   | hãtɨ           | paːčí         | ekek      | satɨpx̯e       | *pati                    |
| '2'   | epi            | jepí          | ubawa     | h̜epi          | *hepi                    |
| '3'   | hãtɨ epi paknɨ | mapá          | ekekatehu | mapa          | *mapa                    |
| '4'   | epi epi paknɨ  | imonáhaha     |           | h̜epkotʸamkox̯e |                          |
| '5'   | epi epi hãtɨ   | penamuyúti    |           | pamyo         | *pa-muyu 'una mano'      |
| '6'   |                | ičimápíre     |           | paʦrɨx̯ire     |                          |
| '7'   |                | ričimapíre    |           | payokh̜ipre    |                          |
| '8'   |                | ipučiápire    |           | yokh̜ipi       |                          |
| '9'   |                | rapahačajíre  |           | mtɨrɨx̯i       |                          |
| '10'  |                | puhaːnimuyúti |           | pamole        | *pʊhani-muyu 'dos manos' |